# Conselho Superior da Magistratura Judicial
Der Conselho Superior da Magistratura Judicial (deutsch Oberster Rat des Justizwesen) CSMJ ist das Verwaltungs- und Disziplinarorgan der Richter an den Gerichten Osttimors.
Dem CSMJ obliegt die Ernennung, Zuweisung, Versetzung und Beförderung der Richter des Landes. So bestimmt er die Zusammensetzung des Obersten Gerichtshofs, bis auf ein Mitglied, das vom Nationalparlament gewählt wird.
Der CSMJ wird vom Präsidenten des Obersten Gerichtshofs geleitet. Jeweils ein weiteres Mitglied des Rates und sein Stellvertreter wird vom Staatspräsidenten, vom Nationalparlament, von der Regierung und durch die Richter aus ihrem eigenen Kreis bestimmt. Der Vizepräsident des CSMJ wird in geheimer Abstimmung durch den Rat selbst festgelegt. Mitglieder können Richter, Staatsanwälte oder andere Juristen sowie Personen mit anerkannten Verdiensten werden.
Die Grundlagen des CSMJ werden durch die Verfassung Osttimors von 2002 in Abschnitt 128 festgelegt. Weiteres bestimmt das Gesetz 08/2002, in Abänderung durch das Gesetz 11/2004.